# 纪许光
纪许光（1980年11月7日—），山东平度人，現住北京，调查记者、独立撰稿人。中国第一批“非虚构文学写作”教育项目发起人、“应用写作技巧优化论”体系创建者。先后供职于《新快报》、《信息时报》、《南方都市报》深度新闻部等媒体。2012年5月任中共平度市特聘参事。2010年7月，纪许光因独家首发揭露“记者通缉门事件”而广获关注；2011年9月，再以“河南洛阳性奴案”独家报道轰动全国；2012年11月，实名认证微博中揭露了重庆不雅视频（雷政富）事件，引爆舆论，雷政富在63小时后，被宣布免职并立案调查。
2014年移民美国。